# فوجي تي-1
كانت طائرة فوجي تي-1 هاتسوتاكا أول طائرة تدريب تعمل بمحرك نفاث في اليابان. كانت رحلتها الأولى في يناير 1958. بُني ما مجموعه 66 طائرة T-1. خرجت من الخدمة في مارس 2006.[بحاجة لمصدر]

## التصميم والتطوير
بعد الحرب العالمية الثانية، مُنعت صناعة الطائرات اليابانية من إجراء الأبحاث ودُمرت المواد والمعدات المتعلقة بالطائرات. في عام 1952، رُفع الحظر الجزئي على أبحاث الطائرات، مما أتاح تطوير الطائرات النفاثة المحلية اليابانية. في ربيع عام 1954، ظهرت خطة وكالة الدفاع لتطوير طائرة نفاثة تدريبية، مما أدى لاحقًا إلى تطوير طائرة التدريب تي-1.
كانت الطائرة تي-1 أول طائرة نفاثة يابانية مصممة محليًا تُطور منذ الحرب العالمية الثانية . كانت أول طائرة نفاثة منتجة بكميات كبيرة في اليابان وأول طائرة تستخدم جناحًا مائلًا. لم يكتمل تطوير محرك نفاث محلي في الوقت المناسب، لذا عملت طائرة تي-1 أيه بمحرك توربيني بريطاني من طراز بريستول سيدلي أورفيوس وقامت بأول رحلة لها في 17 مايو 1960. شُغلت تي-1بي بواسطة محرك توربيني نفاث إشيكاواجيما-هاريما جيه 3 وأُنتجت 20 طائرة بين يونيو 1962 ويونيو 1963. كانت شركة فوجي خليفة لشركة ناكاجيما للطائرات (المشهورة ببناء العديد من الطائرات مثل ناكاجيما كي-43 وناكاجيما كي-84 خلال الحرب العالمية الثانية). كانت أول طائرة من تصميم فوجي هي طائرة التدريب النفاثة تي-1.
كان من المقرر إنتاج أكثر من 200 طائرة من طراز تي-1، ولكن مع تقديم مقاتلات لوكهيد إف-104 ستارفيتر J/DJ، تغير نظام التعليم، وتولت طائرة لوكهيد تي-33 أيه، التي توفرت بأعداد كبيرة، نفس الدور؛ فأُنتج 66 طائرة من طراز تي-1 فقط.

## المشغلون
- اليابان